# Kolgruppen
Kolgruppen kallas gruppen av grundämnen i periodiska systemets grupp 14.
Alla grundämnen i kolgruppen har 4 elektroner i sitt yttersta skal. Oftast delar atomerna elektroner med andra atomer. Men denna tendens avtar i takt med att atomens storlek ökar. Följande ämnen tillhör kolgruppen i ökande atomnummer:
- Kol
- Kisel
- Germanium
- Tenn
- Bly
- Flerovium

## Egenskaper
| Namn      | Tecken | Atomnummer | K | L | M  | N  | O  | P  | Q | Smältpunkt(°C) | Kokpunkt(°C) |
| --------- | ------ | ---------- | - | - | -- | -- | -- | -- | - | -------------- | ------------ |
| Kol       | C      | 6          | 2 | 4 |    |    |    |    |   | 3700           | 4027         |
| Kisel     | Si     | 14         | 2 | 8 | 4  |    |    |    |   | 1414           | 3265         |
| Germanium | Ge     | 32         | 2 | 8 | 18 | 4  |    |    |   | 938,25         | 2833         |
| Tenn      | Sn     | 50         | 2 | 8 | 18 | 18 | 4  |    |   | 231,93         | 2602         |
| Bly       | Pb     | 82         | 2 | 8 | 18 | 32 | 18 | 4  |   | 327,5          | 1749         |
| Flerovium | Fl     | 114        | 2 | 8 | 18 | 32 | 32 | 18 | 4 | Okänt          | Okänt        |

### Ämnesklasser
Kolgruppen innehåller grundämnen som har egenskaper som placerar dem i ämnesklasserna metall, icke-metall och halvmetall. Bly och tenn är metaller, germanium och kisel tillhör halvmetallerna och kol tillhör icke-metallerna. Fleroviums ämnesklass är för närvarande okänd, då en tillräcklig mängd av ämnet aldrig har skapats för att studera det på makronivå, men det tros vara en metall.

### Halvledare
Två av ämnena i kolgruppen kisel och germanium är så kallade halvledare då deras ledningsförmåga ligger mellan ledare som t.ex guld och isolerande material som t.ex glas. Detta gör även så att man kan introducera andra ämnen till dess kristallstruktur för att förbättra eller försämra ledningsförmågan av dessa ämnena i en process som kalla dopning. Dopningen kan antingen minska eller öka antalet fria elektroner och kan därmed förbättra eller försämra en halvledares ledningsförmåga. Dessa egenskaper uppträder på grund av kvantmekaniska effekter i kristallstrukturen som förklarar rörelsen av laddade partiklar i halvledarnas kristallstruktur.

## Förekomst

### Kol
Kol är det andra mest förekommande ämnet i kolgruppen och är det femtonde vanligaste ämnet i jordskorpan. Kol förekommer i flera former på jorden. Den första formen är olika former av oxiderat kol som t.ex. karbonat i stenar eller vätekarbonat i haven. Den andra formen som kol kommer i är den reducerade formen som vanligen finns i olika typer av fossiler som sedan extraheras av människor i form av t.ex. olja eller naturgas. I dessa fossila kolresurser förekommer kolet som olika typer av kolväte. Den tredje formen som kol upphittas i är i gasformen där den förekommer i atmosfärers som koldioxid och kolmonoxid. Det finns även en stor del kol i jordens levande organismer då organiskt material främst består av kol. Kol är även ett vanligt förekommande ämne i rymden då kol kan avges när en stjärnas kärna får slut på väte och börjar fusionera kol av heliumet i dess kärna.

### Kisel
Kisel är det vanligaste ämnet på jorden av de som tillhör kolgruppen och är det näst vanligaste ämnet på jorden efter syre. Kisel förekommer inte i ren form naturligt på jorden utan förekommer istället i form av olika oxider som t.ex. Kiseldioxid. Kisel formas i stjärnor genom fusion av syre atomer när allt kol i stjärnan har tagit slut och syret behöver förbrännas.

### Germanium
Germanium är ett väldigt sällsynt ämne på jorden och förekommer endast i 2 ppm i jordskorpan och är det femtioandra vanligaste ämnet på jorden. Germaniummalm är väldigt sällsynt på grund av att geologiska processer inte koncentrerar germanium vilket gör att metallen blir väldigt utspridd i jordskorpan. Detta medför att germanium vanligtvis förekommer i andra metallers malm som t.ex. zinkmalm eller Germanit.

### Tenn
Tenn förekommer i jordskorpan med en koncentration av 2 ppm i Kassiterit (SnO2). Det förekommer inga högkoncentrerade tennavlagringar utan tennet förekommer i låga koncentrationer i sällsynta tennfyndigheter som är utspridda över jorden.

### Bly
Bly förekommer i jordskorpan med ungefär samma koncentration som tenn på 2 ppm. Bly förekommer naturligt i många olika former där blyglans (PbS) är den vanligaste följt av Anglesit (PbSO4) och Cerussit (PbCO3). Mängden bly på jorden ökar konstant på grund av att den är den första stabila slutprodukten i tre naturliga sönderfallskedjor toriumserien, uranserien och aktiniumserien.

### Flerovium
Flerovium förekommer ej naturligt i någon form på grund av dess instabilitet, den mest stabila isotopen har en halveringstid på 1,9 sekunder. Flerovium kan dock förekomma i högenergikollisioner i t.ex supernovor och har även skapats i laboratorium.